# 위플볼

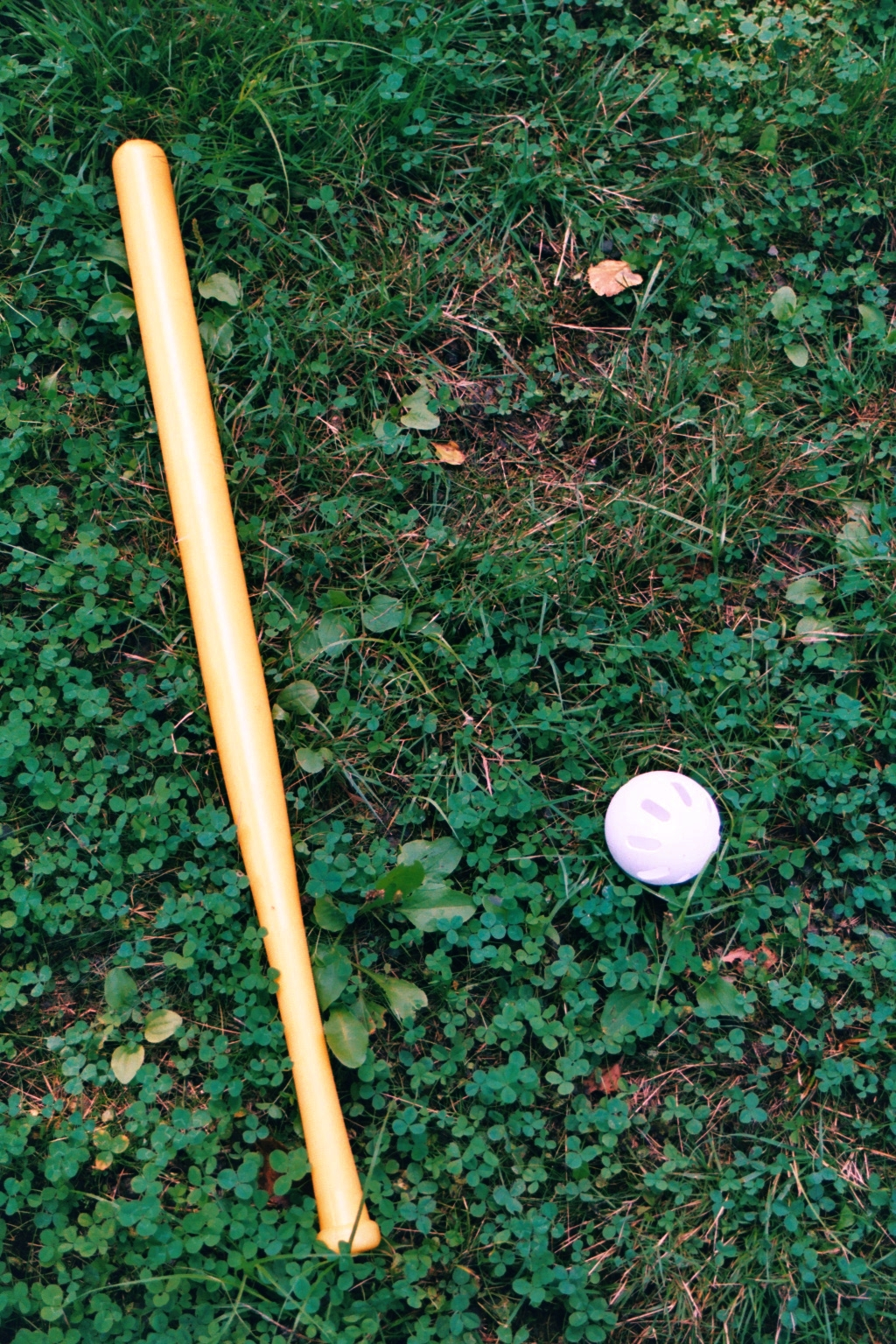
위플 배트와 공

위플볼(Wiffle ball)은 1953년 코네티컷주 페어필드에서 개발된 팀 스포츠이다. 제한된 공간에서 플레이할 수 있도록 설계된 야구의 축소된 변형이다. 이 스포츠는 구멍이 뚫린 경량 플라스틱 공과 길고 속이 빈 플라스틱 야구 방망이를 사용하여 진행된다. 1~5명으로 구성된 두 팀은 각각 가상의 주자를 홈 플레이트로 진출시키고 각 타자가 필드에 공을 배치하는 위치에 따라 점수를 매긴다. 위플볼(Wiffle ball)이라는 용어는 스포츠 전체를 의미할 수도 있고 스포츠에 사용되는 공을 의미할 수도 있다. 위플(Wiffle)은 위플볼(Wiffle Ball, Inc.)사의 등록 상표이며 삼진 (야구)을 의미하는 속어 위프(whiff)에서 파생되었다.